# Pleurothallis viduata
Pleurothallis viduata är en orkidéart som beskrevs av Carlyle August Luer. Pleurothallis viduata ingår i släktet Pleurothallis och familjen orkidéer. Inga underarter finns listade i Catalogue of Life.